# Танака, Акамаро
Танака Акамаро (яп. 田中阿歌麿, たなかあかまろ; 1869—1944) — японский учёный, географ, лимнолог.

## Биография
Родился в Токио.
Изучал географию в Брюссельском университете в Бельгии. После возвращения на родину занимался исследованием главных японских озёр. В 1931 году основал Японское лимнологическое общество.
Автор фундаментальных трудов «Исследования озера Сува», «Исследование озера Нодзири» и др.

## Книги
- 『湖沼の研究』1911年刊、43歳、日本最初の湖沼学の専著
- 『湖沼学上に見たる諏訪湖の研究』全二巻、1918年、50歳
- 『趣味の湖沼学』1922年、54歳
- 『野尻湖の研究』1926年、58歳
- 『日本北アルプスの湖沼の研究』他多数